# Club Atlético de San Isidro (calcio)
Il Club Atlético de San Isidro è stata una società calcistica argentina di San Isidro (provincia di Buenos Aires), sezione della omonima polisportiva, fondata il 24 ottobre 1902. Il 22 luglio 1931 la squadra si staccò dalla Asociación Amateurs Argentina de Football e cessò la propria attività calcistica.

## Storia
Il club venne fondato nel 1902 dalla fusione di Club de Foot Ball San Isidro e San Isidro Athletic Club. La società iniziò fin dall'inizio a praticare il gioco del calcio; già nel 1903 partecipò alla seconda serie argentina. Nel 1905, dopo aver partecipato alla serie cadetta, ottenne la promozione in prima divisione per la stagione 1906. Alla sua prima esperienza in massima serie, il San Isidro giunse al 4º posto nel gruppo A, con 5 vittorie e 5 sconfitte nelle 10 gare disputate. L'anno seguente chiuse al terzo posto con 25 punti in 20 incontri. Dopo tre annate (1908, 1909 e 1910) trascorse in posizioni di metà classifica, nella Copa Campeonato 1911 si piazzò terzo, con 18 punti; le due squadre che precedettero il San Isidro furono Alumni e Porteño, che si disputarono la vittoria del torneo in uno spareggio. Nel 1912 si verificò uno scisma nel calcio argentino, e si formarono due federazioni: la Asociación Argentina de Football e la Federación Argentina de Football. Il San Isidro scelse di rimanere nella AAF, non seguendo i dissidenti della FAF; nella Copa Campeonato 1912 fu secondo in classifica dietro al Quilmes; gli 11 punti furono ottenuti in 9 gare, e non in 10, giacché la partita contro l'Estudiantes di Buenos Aires non fu disputata. Nel 1913 il torneo fu allargato a 15 squadre: dopo il primo posto nella fase di qualificazione, il San Isidro primeggiò anche nel gruppo B della seconda fase, e si qualificò per la finale, che si tenne ad Avellaneda il 28 dicembre del 1913. Ad avere la meglio fu il Racing Club, che superò il San Isidro per 2-0. Nel campionato del 1914 il San Isidro si piazzò al settimo posto. Nel 1915 le due federazioni si riunirono e ne derivò un torneo da 25 squadre; il San Isidro giunse nuovamente allo spareggio, grazie ai 46 punti ottenuti in 24 gare, gli stessi del Racing Club. Fu ancora la formazione di Avellaneda la squadra campione del torneo, vincendo l'incontro per 1-0. Dopo i campionati 1916 e 1917 il San Isidro tornò nella parte alta della classifica allorché, nel 1918, assommò 24 punti, che gli valsero il 3º posto. Nel 1919 il club è tra i fondatori della Asociación Amateurs de Football, federazione che si staccò dalla AAF e creò un proprio campionato indipendente.

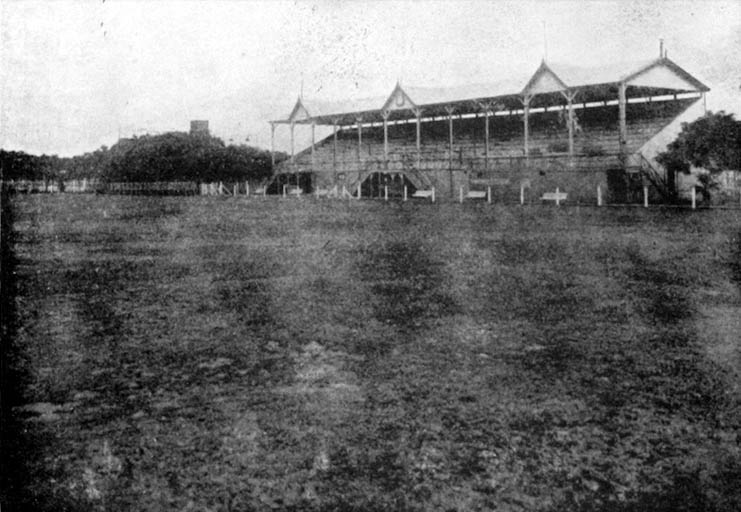
Il campo del San Isidro, situato presso la sede del club, in una foto degli anni 1920

 Nella Primera División il San Isidro esperì un calo di rendimento, raggiungendo anche il penultimo posto (1921) e, in linea generale, incontrando difficoltà nel superare il centro della classifica. Nella stagione 1927 le due associazioni esistenti si riunirono, formando la AAAF; il presidente del San Isidro, all'epoca, era Rafael Cullen, e il club contava 1600 soci. In quell'annata la squadra giunse al 32º posto su 34, ma evitò la retrocessione, come anche le altre tre retrocesse, per decisione della federazione. Nel 1928 si classificò 30º su 36, mentre nel 1929 fu incluso nel gruppo "pari", di 18 squadre, e terminò al 16º posto. Il campionato del 1930 fu l'ultimo disputato dal San Isidro; il terzultimo posto raggiunto nel torneo ne avrebbe determinato la retrocessione, ma la federazione decise di mantenere il club in massima serie. Al termine dell'incontro perso in casa con lo Sportivo Buenos Aires s'accese una rissa negli spalti dello stadio cui, secondo il presidente del club Eduardo Sackmann Sala, presero parte tifosi dello Sportivo Buenos Aires e altri spettatori non legati al San Isidro. In seguito a questo accadimento lo stesso presidente decise di ritirare la propria squadra dalla pratica del calcio, e, di conseguenza, di presentare una richiesta di disaffiliazione dalla AAAF il 21 luglio 1931. La richiesta venne accolta dal presidente della federazione Juan Pignier il 22 luglio.

## Palmarès

### Competizioni nazionali
- Copa de Honor Municipalidad de Buenos Aires: 1

1909
- Copa de Competencia Jockey Club: 3

1911, 1912, 1913

### Competizioni internazionali
- Tie Cup: 1

1912

### Altri piazzamenti
- Campionato argentino:

Secondo posto: 1913, 1915
Terzo posto: 1907, 1911